# Las Piedras 2
Las Piedras 2 (auch: Las Piedras II oder Colonia Las Piedras 2) ist eine Streusiedlung im Departamento Santa Cruz im Tiefland des südamerikanischen Andenstaates Bolivien.

## Lage im Nahraum
Las Piedras 2 ist eine Mennoniten-Siedlung in der Provinz Chiquitos und ist die zweitgrößte Ortschaft im Cantón Belice im Municipio Pailón. Die Ortschaft liegt auf einer Höhe von 272 m im landwirtschaftlich intensiv genutzten Gebiet nordöstlich der Stadt Pailón.

## Geographie
Las Piedras 2 liegt im bolivianischen Tiefland zwischen den Schwemmlandebenen des Río Piraí und des Río Grande im Westen und den Chiquitos-Hügelländern im Osten. Das Klima ist semihumid, die Temperaturen schwanken im Tagesverlauf und im Jahresverlauf nur unwesentlich.
Die Jahresdurchschnittstemperatur liegt bei 24 bis 25 °C, mit monatlichen Durchschnittstemperaturen zwischen knapp 27 °C im Dezember und Januar und unter 21 °C im Juni und Juli (siehe Klimadiagramm Pailón). Der Jahresniederschlag beträgt rund 950 mm, der Trockenzeit von Juli bis September steht eine ausgeprägte Feuchtezeit von November bis Februar gegenüber, in der die Monatswerte bis 140 mm erreichen.

## Verkehrsnetz
Las Pedras 2 liegt in einer Entfernung von 147 Straßenkilometern östlich von Santa Cruz, der Hauptstadt des Departamentos.
Von Santa Cruz aus führt die asphaltierte Nationalstraße Ruta 4/Ruta 9 in östlicher Richtung über Cotoca nach Puerto Pailas, überquert den Río Grande auf der neuen Brücke Puente Pailas und teilt sich 14 Kilometer später in Pailón. Von hier aus führt die Ruta 4 über 587 Kilometer bis Puerto Suárez an der brasilianischen Grenze, die Ruta 9 führt 1175 Kilometer nach Norden bis Guayaramerín.
Hinter Pailón folgt man 70 Kilometer lang der Ruta 4 und biegt dann auf eine der unbefestigten Nebenstraßen ab, die in nördlicher Richtung nach 16 Kilometern Las Piedras 2 erreicht.

## Bevölkerung
Die Einwohnerzahl der Ortschaft ist in dem Jahrzehnt zwischen den beiden letzten Volkszählungen leicht zurückgegangen:
| Jahr | Einwohner         | Quelle       |
| ---- | ----------------- | ------------ |
| 1992 | keine Detaildaten | Volkszählung |
| 2001 | 952               | Volkszählung |
| 2012 | 869               | Volkszählung |
| 2024 |                   | Volkszählung |